# Rolls-Royce Tay (turbogetto)
Il Rolls-Royce RB.44 Tay (anche noto come Tay Mk.250) fu un motore aeronautico turbogetto sviluppato dall'azienda britannica Rolls-Royce all'inizio degli anni cinquanta. Basato sul precedente Nene, fu costruito su licenza negli Stati Uniti dalla Pratt & Whitney (come J48) e in Francia dalla Hispano-Suiza (sia in versione originale che nel suo sviluppo, Verdon) .

## Storia
Ultimo esemplare della famiglia di motori che avevano nel turbogetto di Frank Whittle il loro capostipite, il Tay era la diretta evoluzione del Nene, di cui riprendeva il disegno base. Sviluppato inizialmente negli stabilimenti Rolls-Royce di Barnoldswick (da cui la sigla RB.44) non trovò applicazione su velivoli britannici, fatta eccezione per un Vickers Viscount appositamente modificato per i test di valutazione da parte del Royal Aircraft Establishment (RAE).
Fu successivamente prodotto e migliorato dalla Pratt and Whitney e dalla Hispano-Suiza che ottennero, nel 1951, dalla Rolls-Royce le licenze per gli Stati Uniti e per la Francia.

### Pratt & Whitney J48

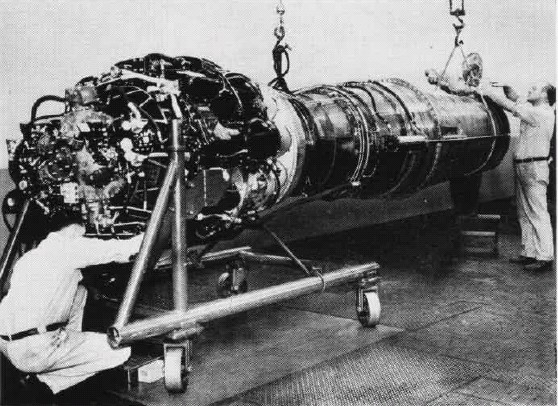
Un Pratt & Whitney J48 completo di postbruciatore.

A partire dall'agosto del 1947, la Pratt & Whitney aveva stretto con la Rolls-Royce un accordo per la produzione di massa del Nene sul suolo statunitense (col nome di Pratt & Whitney J42) per equipaggiare il Grumman F9F.
La necessità di motori con spinte maggiori per i velivoli a getto progettati alla fine degli anni quaranta, spinse la casa americana a stringere un accordo con quella britannica per lo sviluppo congiunto di un successore del Nene. La Rolls-Royce, più concentrata sul suo più promettente motore con compressore assiale Avon, rilasciò alla Pratt & Whitney la licenza per la costruzione e sviluppo del Tay sul territorio statunitense, dove trovò applicazione sui Lockheed F-94C Starfire e sui Grumman F9F-5 Panther e F9F-6 Cougar.
La Pratt & Whitney produsse così diverse versioni del suo J48 con spinte comprese tra 27,8 kN (6250 lbf) ed i 38,9 kN (8750 lbf), dotati anche di sistemi di aumento temporaneo della spinta come l'iniezione di acqua o l'impiego del postbruciatore. Il primo J48 fu provato in volo, completo di postbruciatore, montato nel vano bombe di un B-29 appositamente modificato.

### Hispano-Suiza Verdon

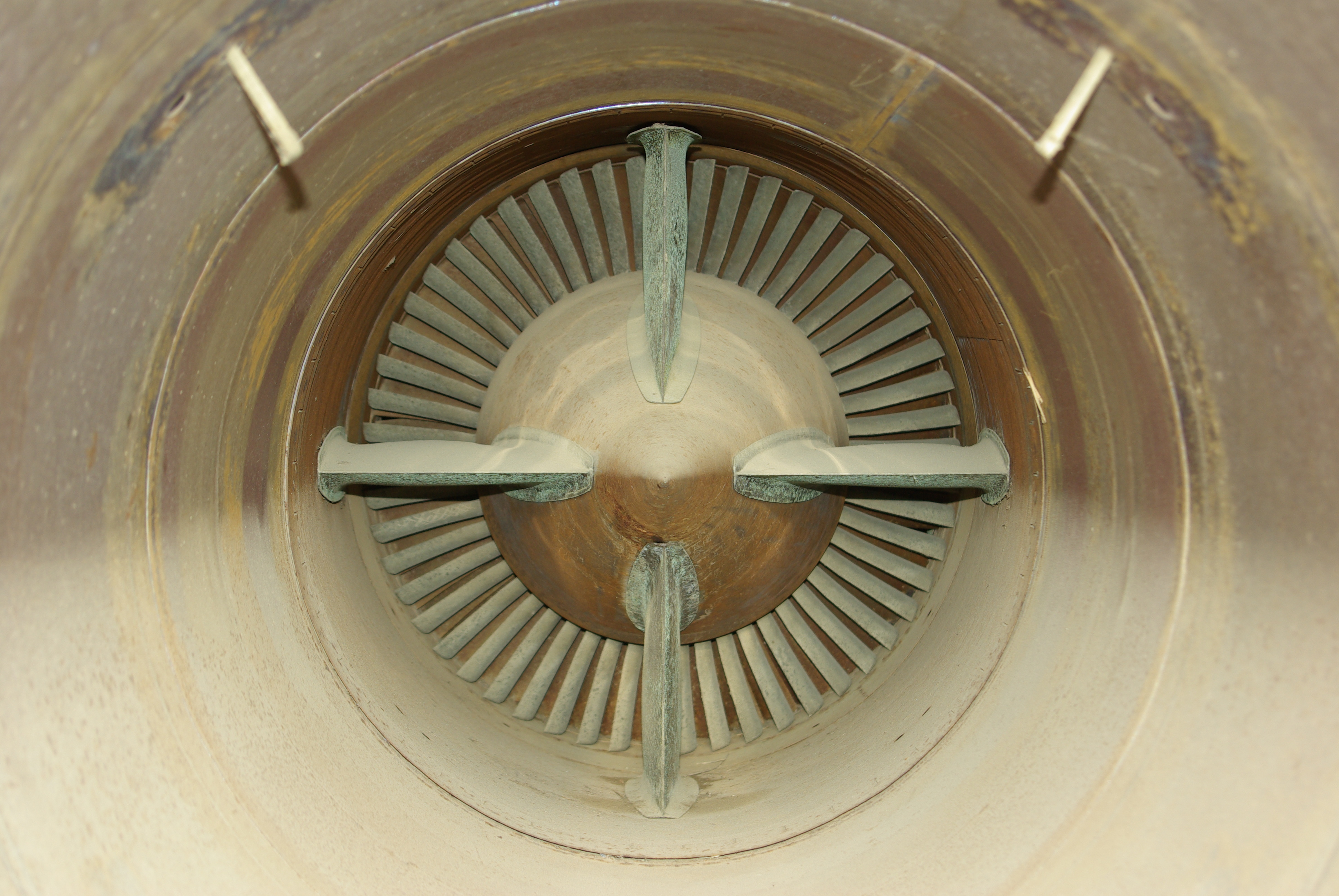
Palette della turbina viste dall'ugello di scarico di un Verdon.

Seguendo la tradizione della Rolls-Royce nello scegliere i nomi di fiumi per battezzare i suoi motori, come per il Tay anche l'Hispano Suiza scelse un fiume, il Verdon, per denominare la sua versione francese.
Rispetto al Tay, il Verdon 350 presentava un compressore di nuovo disegno con differenti profili delle palette statoriche. Le camere di combustione erano state migliorate così come il raffreddamento delle palette e del disco della turbina in modo da incrementare prestazioni ed affidabilità. Furono installati un sistema di controllo della temperatura elettro-magnetico ed un impianto per la gestione della geometria del postbruciatore entrambi sviluppati dalla Hispano-Suiza.
La versione francese fu installata, a partire dal 1952, su alcuni prototipi di Dassault Mystere II e Mystère IV su cui, dalla versione IV-A, sostituirà il Tay 250 sempre prodotto dalla casa francese su licenza Rolls-Royce.

## Tecnica

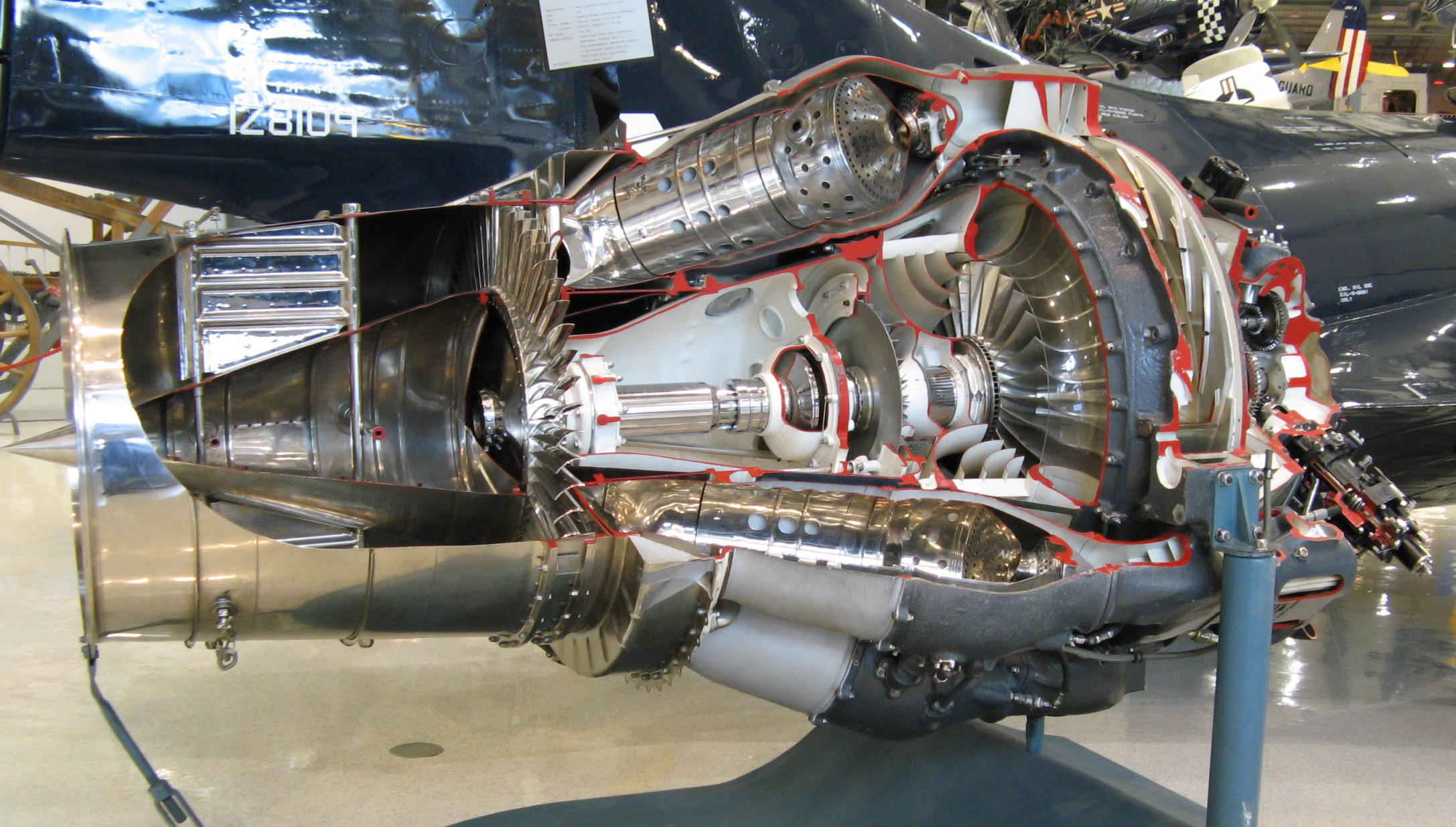
Spaccato di Pratt & Whitney J48

La configurazione base del motore riprende quella del predecessore Nene, con uno stadio di compressore centrifugo formato da due giranti accoppiate collegate, mediante un albero motore, ad un singolo stadio di turbina assiale. L'aria compressa raccolta in uscita dal compressore centrifugo era immessa in nove tubi di fiamma dove avveniva la combustione. La differenza principale rispetto al disegno del Nene era nelle dimensioni maggiorate del 30% e, conseguentemente, nella spinta incrementata. 
Per ottenere incrementi temporanei della spinta, furono sviluppate versioni che prevedevano l'iniezione di acqua (che nei motori J48 comportava un aumento della spinta di circa 1000 lbf) o l'impiego di un postbruciatore.

## Velivoli Utilizzatori
Francia

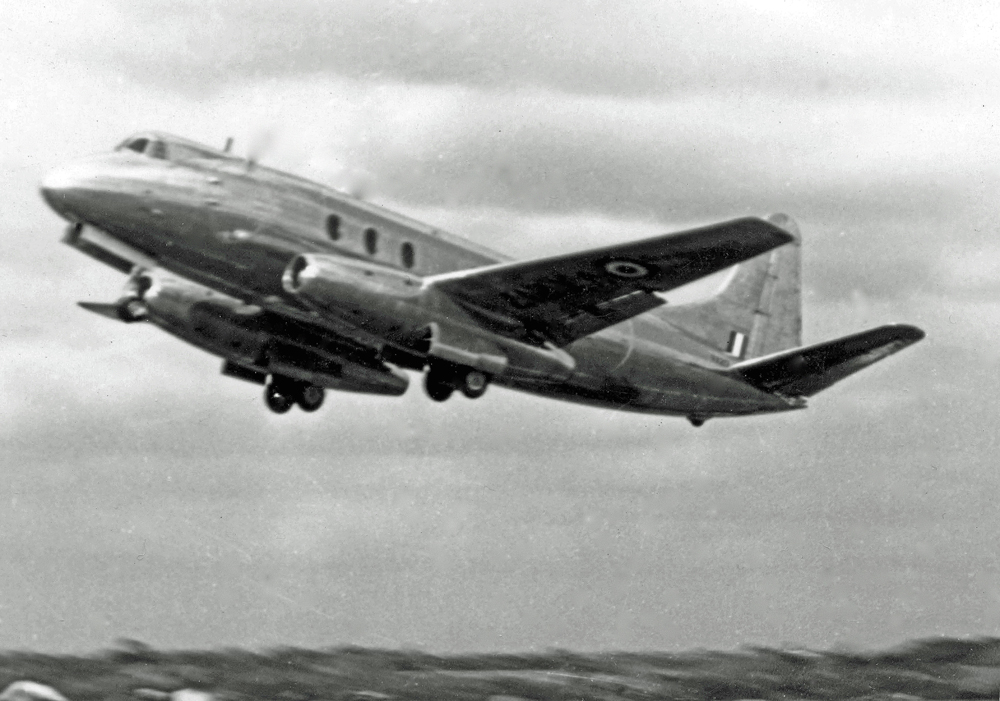
I prototipi di Tay vennero provati nel 1950 su un Vickers Viscount della RAE appositamente modificato.

- Dassault Mystere IV - versioni Tay 250 e Verdon 350[8]

 Stati Uniti
- Lockheed F-94C Starfire - versione J48
- Grumman F9F-5 Panther e F9F-6 Cougar - versione J48
- North American YF-93 - versione J48